# Zacisze (Wola Kuźniewska)
Zacisze – przysiółek wsi Wola Kuźniewska w Polsce, położony w województwie łódzkim, w powiecie radomszczańskim, w gminie Wielgomłyny, wchodzi w skład sołectwa Wola Kuźniewska.
W latach 1975–1998 przysiółek należał administracyjnie do województwa piotrkowskiego.